# Telecommunication Systems
Telecommunication Systems is een internationaal, aan collegiale toetsing onderworpen wetenschappelijk tijdschrift op het gebied van de telecommunicatie. De naam wordt in literatuurverwijzingen meestal afgekort tot Telecommun. Syst.